# Sophia (Carolina del Norte)
Sophia es un área no incorporada ubicada del condado de Randolph en el estado estadounidense de Carolina del Norte. Se encuentra a lo largo de U.S. Route 311, justo al noroeste de la intersección de la ruta junto con las Interestatal 73/Interestatal 74/U.S. Route 220 y el sureste de Archdale. Es el lugar de WGHP-TV's (Fox 8) torre de la televisión transmisor. A finales de 1990 y principios de 2000, los ciudadanos protestaron al Sofía Carolina del Norte Departamento de Transporte (NCDOT) sobre su plan para la vía I-74 a través del centro de la ciudad. Después de una audiencia con la población local, el NCDOT decidió cambiar el corredor previsto cerca de 1 milla al norte.